# Kingsman (Filmreihe)

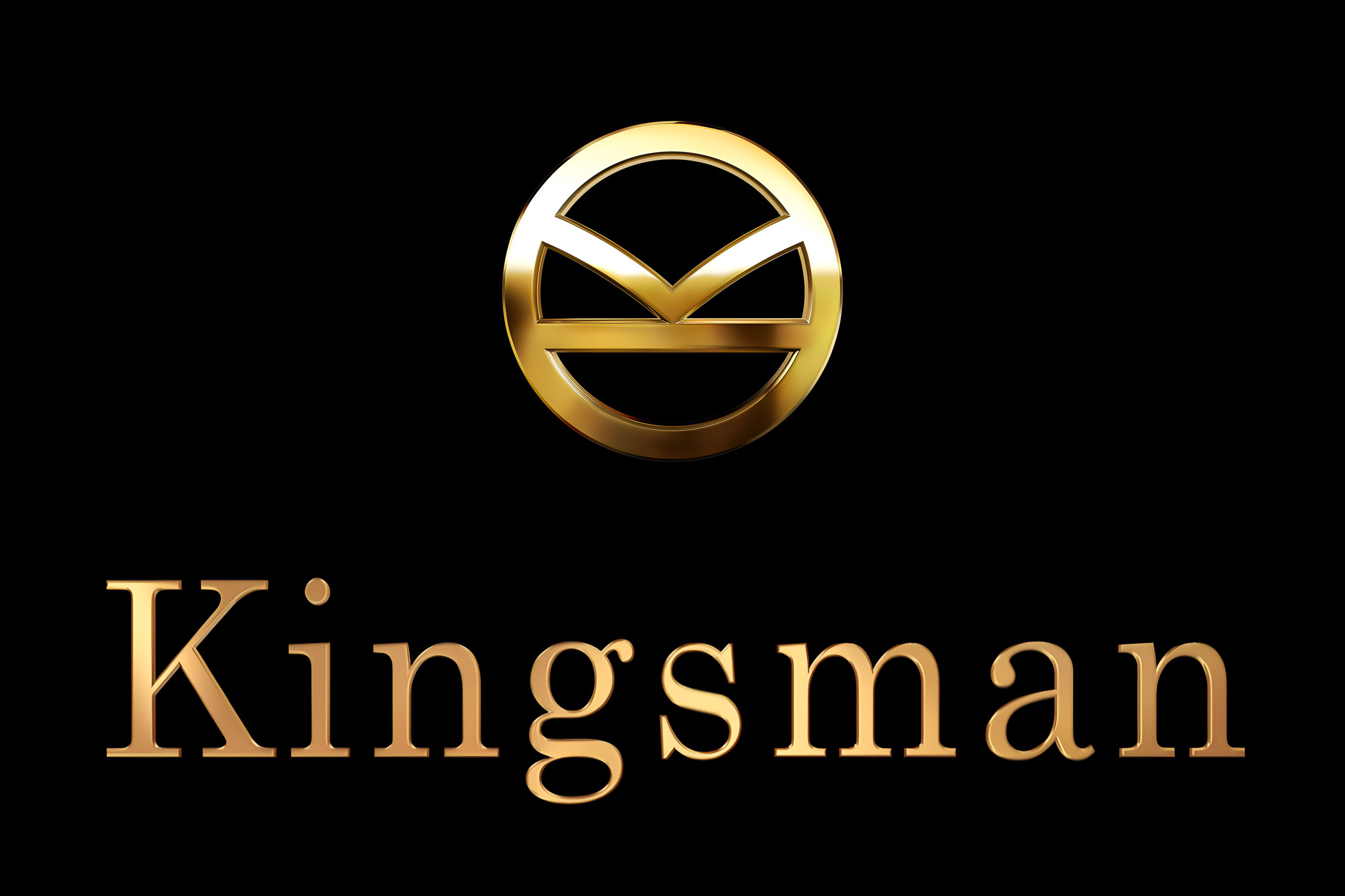
Logo der Filmreihe

Die Kingsman-Filmreihe ist eine britisch-US-amerikanische Agentenfilmreihe. Es handelt sich um eine Reihe von Comicverfilmungen des Autors Mark Millar. Sie besteht aus den drei Kinofilmen Kingsman: The Secret Service (2014), Kingsman: The Golden Circle (2017) und dem Prequel The King’s Man: The Beginning (2021). Zwei weitere Filme und eine Fernsehserie sind in Planung.

## Überblick

### Filme
| Veröffentlichungsdatum              | Film                             | Regie          | Drehbuch                      | Geschichte                   | Produktion                                            |               |
| Haupttrilogie                       | Haupttrilogie                    | Haupttrilogie  | Haupttrilogie                 | Haupttrilogie                | Haupttrilogie                                         | Haupttrilogie |
| ----------------------------------- | -------------------------------- | -------------- | ----------------------------- | ---------------------------- | ----------------------------------------------------- | ------------- |
| 12. März 2014 (D) 13. März 2014 (A) | Kingsman: The Secret Service     | Matthew Vaughn | Matthew Vaughn, Jane Goldman  | Matthew Vaughn, Jane Goldman | Adam Bohling, David Reid, Matthew Vaughn              |               |
| 17. Sep. 2017 (A, D)                | Kingsman: The Golden Circle      | Matthew Vaughn | Matthew Vaughn, Jane Goldman  | Matthew Vaughn, Jane Goldman | Adam Bohling, David Reid, Matthew Vaughn              |               |
| TBA                                 | Kingsman: The Blue Blood         | Matthew Vaughn | –                             | Matthew Vaughn, Jane Goldman | Adam Bohling, David Reid, Matthew Vaughn              |               |
| Prequels                            |                                  |                |                               |                              |                                                       |               |
| 6. Jan. 2022 (A, D)                 | The King’s Man: The Beginning    | Matthew Vaughn | Matthew Vaughn, Karl Gajdusek | Matthew Vaughn               | Adam Bohling, David Reid, Matthew Vaughn              |               |
| TBA                                 | The King’s Man: The Traitor King | Matthew Vaughn | –                             | Matthew Vaughn               | Matthew Vaughn                                        |               |
| Ableger                             |                                  |                |                               |                              |                                                       |               |
| 1. Feb. 2024 (D)                    | Argylle                          | Matthew Vaughn | Jason Fuchs                   | Jason Fuchs                  | Adam Bohling, David Reid, Matthew Vaughn, Jason Fuchs |               |

### Fernsehserie
Zunächst als Spin-off-Film im September 2017 angekündigt, befindet sich eine Fernsehserie, die sich um die US-amerikanische Geheimorganisation des Franchise mit dem Namen The Statesman dreht, in Entwicklung. Im Juni 2018 kündigte Vaughn an, dass Channing Tatum, Jeff Bridges und Halle Berry ihre jeweiligen Rollen wieder aufnehmen würden. Im Dezember 2021 gab Vaughn bekannt, dass das Projekt offiziell als Fernsehserie neu entwickelt wird. Der Filmemacher gab an, dass er sich bei Disney+ von Marvel Studios Loki-Serie inspirieren ließ.

## Zukunft

### Kingsman: The Blue Blood
Im Mai 2017 erklärte Matthew Vaughn, dass ein Sequel zu The Golden Circle in Entwicklung sei und er und Co-Autorin Goldman die Geschichte während der Produktion des zweiten Films schrieben. Später gab Vaughn bekannt, dass sein persönlicher Favorit als Bösewicht Dwayne Johnson wäre. Im Juni 2018 kündigte der Regisseur an, dass der dritte Film back-to-back mit dem Prequel als „das Ende der Harry Hart-Eggsy Beziehung“ gedreht werde. Colin Firth und Taron Egerton werden beide ihre Rollen fortsetzen. Die Produktion des Films solle zwischen Ende 2019 und Frühjahr 2020 beginnen, der im September 2020 den Arbeitstitel Kingsman: The Blue Blood bekam. Im Dezember des Folgejahres gab Vaughn bekannt, dass die Dreharbeiten im September 2022 starten werden, damit der Film 2023 veröffentlicht werden kann, aber im Juli 2022 sagte Egerton, dass sie erst 2023 beginnen werden.

### The King’s Man: The Traitor King
Im Oktober 2023 wurde berichtet, dass sich eine Fortsetzung von The King’s Man: The Beginning in einer frühen Entwicklungsphase befindet, vorläufig mit dem Titel The King’s Man: The Traitor King, nach dem fiktiven Aufstieg von Adolf Hitler im alternativen Geschichtssetting des Franchise. Im Gespräch mit Maggie Lovitt von Collider auf der New York Comic-Con erklärte Vaughn, dass das Drehbuch des Films fertiggestellt sei.

### Crossover
Regisseur Matthew Vaughn plant zukünftig zudem ein Crossover mit seiner Argylle-Reihe und einer dritten, bisher unbetitelten Filmreihe. Die dritte Filmreihe besteht aus den Filmen School Fight, The Stuntman und einem weiteren Kick-Ass-Film. Die erste Verbindung wurde offiziell während der Mid-Credit-Szene in Argylle gezeigt, wobei sich herausstellte, dass der titelgebende Spion in seinen jungen Jahren Verbindungen zu Kingsman hatte.

## Wiederkehrende Charaktere
| Rolle                             | Filme                        | Filme                       | Filme                    | Filme                          | Filme                            | Fernsehserie   | Synchronisation                   |
| Rolle                             | Haupttrilogie                | Haupttrilogie               | Haupttrilogie            | Prequels                       | Prequels                         | Fernsehserie   | Synchronisation                   |
| Rolle                             | Kingsman: The Secret Service | Kingsman: The Golden Circle | Kingsman: The Blue Blood | The King’s Man: The Beginning  | The King’s Man: The Traitor King | Statesman      | Synchronisation                   |
| --------------------------------- | ---------------------------- | --------------------------- | ------------------------ | ------------------------------ | -------------------------------- | -------------- | --------------------------------- |
| Gary „Eggsy“ Unwin Galahad        | Taron Egerton                | Taron Egerton               | Taron Egerton            |                                |                                  |                | Constantin von Jascheroff         |
| Harry Hart Galahad                | Colin Firth                  | Colin Firth                 | Colin Firth              |                                |                                  |                | Tom Vogt                          |
| Prinzessin Tilde von Schweden     | Hanna Alström                | Hanna Alström               | Hanna Alström            |                                |                                  |                | Anna Carlsson                     |
| Präsident der Vereinigten Staaten | Unbekannt (als Barack Obama) | Bruce Greenwood             |                          | Ian Kelly (als Woodrow Wilson) | TBA                              |                | Oliver Stritzel 1 Matthias Klie 2 |
| Roxanne „Roxy“ Morton Lancelot    | Sophie Cookson               | Sophie Cookson              |                          |                                |                                  |                | Maria Hönig                       |
| Hamish Mycroft Merlin             | Mark Strong                  | Mark Strong                 |                          |                                |                                  |                | Oliver Siebeck                    |
| Charles “Charlie” Hesketh         | Edward Holcroft              | Edward Holcroft             |                          |                                |                                  |                | Jacob Weigert                     |
| Jamal                             | Tobi Bakare                  | Tobi Bakare                 |                          |                                |                                  |                | Julius Jellinek                   |
| Liam                              | Thomas Turgoose              | Thomas Turgoose             |                          |                                |                                  |                | Unbekannt                         |
| Agent Tequila                     |                              | Channing Tatum              | Channing Tatum           |                                |                                  | Channing Tatum | Daniel Fehlow                     |
| Ginger Ale Agent Whiskey          |                              | Halle Berry                 |                          |                                |                                  | Halle Berry    | Katrin Zimmermann                 |
| Champ Champagner                  |                              | Jeff Bridges                |                          |                                |                                  | Jeff Bridges   | Joachim Tennstedt                 |
| Elton John                        |                              | er selbst                   | er selbst                |                                |                                  |                | Michael Tietz                     |
| Orlando, Herzog von Oxford Arthur | Gemälde                      | Gemälde                     | Gemälde                  | Ralph Fiennes                  | Ralph Fiennes                    |                | Udo Schenk                        |
| Archie Reid Lancelot              | Gemälde                      | Gemälde                     | Gemälde                  | Aaron Taylor-Johnson           | Aaron Taylor-Johnson             |                | Manuel Straube                    |
| Pollyanna “Polly” Wilkins Galahad |                              |                             |                          | Gemma Arterton                 | Gemma Arterton                   |                | Maria Koschny                     |
| Shola Merlin                      |                              |                             |                          | Djimon Hounsou                 | Djimon Hounsou                   |                | Tommy Morgenstern                 |
| Adolf Hitler                      |                              |                             |                          | David Kross                    | David Kross                      |                | er selbst                         |

## Rezeption

### Einspielergebnisse
Mit einem Einspielergebnis von über 1,04 Milliarden US-Dollar ist sie die fünft-erfolgreichste Agentenfilmreihe (Stand: 22. März 2024).
| Film                          | Einspielergebnisse in US-Dollar | Einspielergebnisse in US-Dollar | Einspielergebnisse in US-Dollar | Budget            | Quelle |
| Film                          | Nordamerika                     | Deutschland                     | Weltweit                        | Budget            | Quelle |
| ----------------------------- | ------------------------------- | ------------------------------- | ------------------------------- | ----------------- | ------ |
| Kingsman: The Secret Service  | 128.261.724                     | 6.921.601                       | 414.351.546                     | 81 Millionen      | [ 21 ] |
| Kingsman: The Golden Circle   | 100.229.647                     | 11.240.568                      | 410.902.662                     | 104 Millionen     | [ 22 ] |
| The King’s Man: The Beginning | 37.176.373                      | 5.238.192                       | 125.897.478                     | 100 Millionen     | [ 23 ] |
| Argylle                       | 45.195.025                      | 4.024.065                       | 94.937.532                      | 200–250 Millionen | [ 24 ] |
| Gesamt:                       | 310.862.769                     | 27.424.426                      | 1.046.089.218                   | 485–535 Millionen |        |

### Kritiken
Stand: 22. März 2024
| Film                          | Rotten Tomatoes     | Metacritic       | IMDb                      |
| ----------------------------- | ------------------- | ---------------- | ------------------------- |
| Kingsman: The Secret Service  | 75 % (267 Kritiken) | 60 (50 Kritiken) | 7,7 (712.965 Bewertungen) |
| Kingsman: The Golden Circle   | 50 % (309 Kritiken) | 44 (44 Kritiken) | 6,7 (361.147 Bewertungen) |
| The King’s Man: The Beginning | 40 % (183 Kritiken) | 44 (40 Kritiken) | 6,3 (172.028 Bewertungen) |
| Argylle                       | 33 % (282 Kritiken) | 35 (57 Kritiken) | 5,8 (43.936 Bewertungen)0 |

## Musik

### Soundtracks
| Titel                                                        | Veröffentlichung USA | Länge   | Komponist(en)                    | Label              |
| ------------------------------------------------------------ | -------------------- | ------- | -------------------------------- | ------------------ |
| Kingsman: The Secret Service – Original Motion Picture Score | 30. Januar 2015      | 057:27  | Henry Jackman & Matthew Margeson | La-La Land Records |
| Kingsman: The Golden Circle – Original Motion Picture Score  | 22. September 2017   | 1:16:00 | Henry Jackman & Matthew Margeson | Fox Music          |
| The King’s Man: The Beginning                                | 22. Dezember 2021    | 1:18:00 | Matthew Margeson & Dominic Lewis | Hollywood Records  |
| Argylle (Soundtrack from the Apple Original Film)            |                      |         | Lorne Balfe                      |                    |